# 赵广增
赵广增（1902年4月23日—1987年2月9日），字虚谷，男，直隶（今河北）安国人，中国物理学家、教育家，曾任北京大学物理系教授。